# Marta Sánchez (chanteuse)
Vous pouvez aider à l'améliorer ou bien discuter des problèmes sur sa page de discussion.
- Il ne cite pas suffisamment ses sources. Vous pouvez indiquer les passages à sourcer avec {{référence nécessaire}} ou {{Référence souhaitée}}, et inclure les références utiles en les liant aux notes de bas de page. (Marqué depuis octobre 2017)
- Il est à actualiser. Certains passages sont obsolètes ou annoncent des événements désormais passés. (Marqué depuis octobre 2017)

- Archive Wikiwix
- Bing
- Cairn
- DuckDuckGo
- E. Universalis
- Gallica
- Google
- G. Books
- G. News
- G. Scholar
- Persée
- Qwant
- (zh) Baidu
- (ru) Yandex
- (wd) trouver des œuvres sur Wikidata

Marta Sánchez López (née à Madrid (Espagne), le 8 mai 1966) est une chanteuse de musique pop espagnole, fille du baryton-basse espagnol Antonio Campo, Antonio Sanchez nom de scène Camporro (1929-1998) et Maria Paz Lopez Pestonit.
En 1986, elle rejoint le groupe Olé Olé. (es) et obtient un grand succès dans et hors de l'Espagne, elle commence sa carrière solo en 1993 avec l'album Mujer (Femme).
Depuis le début de sa carrière musicale en 1986 à nos jours, ses ventes ont été estimées à plus de 8 millions d'exemplaires à travers le monde.

## Biographie

### Vie privée
En 1995, Marta épouse l'homme d'affaires argentin Jorge Sali, mais l’année suivante ils divorcent. En 2002, elle épouse l'entrepreneur et publiciste Jesús Cabanas avec qui elle a une fille, Paula, née le 1er août 2003.[réf. nécessaire] En 2010, le couple se sépare et Marta entame une nouvelle relation avec le fonctionnaire et chanteur Hugo Castejón. En mars 2015, après deux ans de relation avec Daniel Terán, le couple se sépare.[réf. nécessaire] Fin 2016, elle entame une nouvelle relation avec un homme d'affaires américain qu'elle a rencontré à New York.
En 2012, elle remporte un procès contre le magazine Interviú après la publication d'une photo non consentie, remportant 300 500€.[réf. nécessaire]

## Discographie

### Avec Olé Olé

#### Albums studio
- 1986 : Bailando sin salir de casa
- 1987 : Los caballeros las prefieren rubias
- 1988 : Cuatro hombres para Eva
- 1990 : 1990

### En solitaire

#### Albums studio
- 1993 : Mujer
- 1995 : Mi mundo
- 1997 : Azabache
- 1998 : Desconocida
- 2002 : Soy yo
- 2007 : Miss Sánchez
- 2010 : De par en par
- 2015 : 21 días

#### Album de compilation
- 2001 : Los mejores años de nuestra vida
- 2004 : Lo mejor de Marta Sánchez

## Vie privée
Dans les années 1980, elle a eu une relation amoureuse avec le batteur de l'époque Olé Olé, Juan Tarodo. En 1995, Marta Sánchez a épousé le directeur du restaurant argentin Jorge Salati, bien qu'ils aient divorcé l'année suivante.
En 2012, il remporte le procès contre le magazine Interviú devant la Cour suprême qui condamne ledit magazine à verser au chanteur la somme de 300 500 euros pour la publication d'un nu non consensuel.
En avril 2013, elle a été opérée d'une bosse dans le système digestif.

## Tournées
- 1994: Gira Mujer
- 1995: Gira Mi Mundo
- 1996: Gira Verano
- 1997-1998: Gira Azabache
- 1999-2000 : Gira Desconocida
- 2000: Gira del Musical "La Magia De Broadway"
- 2002: Gira Soy Yo
- 2005: Gira 2005
- 2007: Gira Miss Sánchez
- 2010 - 2011: Gira 25 Aniversario
- 2012: Gira Mi Cuerpo Pide Mas
- 2013: Gira Ídolos
- 2014: Gira Verano 2014
- 2015-2017: Gira 21 Días
- 2018: Gira Piano Y Voz
- 2019: Gira Verano 2019

## Bandes originales
| An   | Film               | Chanson                             |
| ---- | ------------------ | ----------------------------------- |
| 1992 | Supernova          | Everlasting                         |
| 1996 | Curdled            | Obsession                           |
| 2005 | Lo Mejor de Disney | Es La Noche Del Amor                |
| 2007 | Donkey Xote        | Dónde están mis Sueños / One & Only |
| 2010 | Enredados          | Algo así quiero Yo                  |